# Galeodes chitralensis
Galeodes chitralensis är en spindeldjursart som beskrevs av Hirst 1908. Galeodes chitralensis ingår i släktet Galeodes och familjen Galeodidae. Inga underarter finns listade i Catalogue of Life.